# Бланжи Тронвил
Бланжи Тронвил (фр. Blangy-Tronville) насеље је и општина у североисточној Француској у региону Пикардија, у департману Сома која припада префектури Амјен.
По подацима из 2011. године у општини је живело 551 становника, а густина насељености је износила 44,29 становника/km². Општина се простире на површини од 12,44 km². Налази се на средњој надморској висини од 50 метара (максималној 117 m, а минималној 22 m).

## Демографија
| 1962. | 1968. | 1975. | 1982. | 1990. | 1999. | 2011. |
| ----- | ----- | ----- | ----- | ----- | ----- | ----- |
| 313   | 320   | 335   | 490   | 565   | 553   | 551   |

График промене броја становника у току последњих година